# Antonio Caballero y Góngora
Antonio Caballero y Góngora (Priego de Córdoba, 23 de mayo de 1723-Córdoba, 24 de marzo de 1796), nombre completo Antonio Pascual de San Pedro de Alcántara Caballero y Góngora, fue un arzobispo católico español y, desde 1782 hasta 1789, Virrey de Nueva Granada.

## Familia
Nació en Priego de Córdoba, el 24 de mayo de 1723, y fue bautizado dos días después con el nombre de Antonio Pascual de San Pedro Alcántara. Su padrino de bautizo fue su tío abuelo Don Francisco Espinar.
Sus padres fueron Juan Caballero y Espinar (1685 – 31 de octubre de 1744), hijo de Juan Esteban Caballero y Espinar (1655 – 1724), y Doña Antonia de Góngora (? - 7 de diciembre de 1753), hija de Francisco Javier de Góngora y de María Eugenia de Lara, de origen cordobés y descendiente del poderoso linaje de los Lara.

## Estudios
Los frailes de San Francisco, le iniciaron en los estudios de la gramática y humanidades. Después pasó a Granada, residió primero en el monasterio de San Jerónimo y luego en el de San Bartolomé y Santiago, en el año de 1736. A finales de 1747 se recibió como bachiller en filosofía y a la vez como bachiller en teología; por último ingresó por oposición en el Imperial Colegio de Santa Catalina, terminando sus estudios en teología, graduándose como licenciado en esta materia, formalmente el 3 de julio de 1744.
El 15 de septiembre de 1750 fue ordenado presbítero y nombrado Capellán Real, y en 1753 pasa de Canónigo por oposición a Córdoba, donde desempeñó su cargo durante 22 años.
La estancia de Antonio Caballero como canónigo en Córdoba durante ese tiempo se caracteriza por su trabajo como sacerdote ejemplar y como diplomático acompañante de personajes ilustres que desfilan por Córdoba, pero en el año 1767 abandona todo lo que pueda significar vida pública y se retira al convento de San Felipe Neri, donde hace una vida apartada, dedicada solamente al estudio y a la oración. La causa es la situación de controversia que en Córdoba produjo el decreto real expulsando a los jesuitas. La honda división entre los partidarios y los enemigos de esta disposición hace que se aparte de todos, y que se refugiase en el convento y abstrayéndose en el estudio. Igualmente, destacó por su biblioteca y su colección, tanto numismática como artística

## Cargos

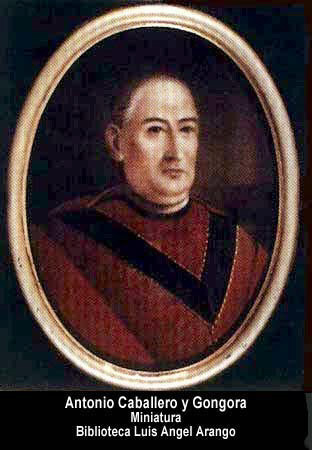
Don Antonio Caballero y Góngóra

En 1774 fue invitado a predicar en la Capilla Real con asistencia de los Reyes y de toda la Corte, fue su palabra tan elocuente que Carlos III se emocionó y lo propuso al Papa para el Episcopado. Fue preconizado obispo de Yucatán y, en 1776, consagrado en la Catedral de La Habana por el obispo de Cuba, Santiago José Echevarría, ocupando la Sede de Mérida.
El 19 de septiembre de 1777, se le nombra arzobispo y se le designa para la sede de Santa Fe de Bogotá.
Siendo arzobispo de Santa Fe tuvo que enfrentar, en 1781, la Insurrección de los Comuneros, logrando hábilmente negociar con los capitanes del movimiento -que amenazaba con tomarse a Santa Fe de Bogotá- unas capitulaciones a cambio de desistir en sus intenciones. Los comuneros creyeron en la palabra y figura del arzobispo y se disolvieron. Poco después las autoridades desconocieron las capitulaciones y mandaron capturar a aquellos que persistían en la rebelión, entre ellos a José Antonio Galán, quien a la postre fue fusilado y descuartizado. 
No se pudo probar su sospechosa participación en el asesinato del Virrey Juan de Torrezar Pimienta y logró hacerse recomendar ante la corte para remplazarlo. El 6 de julio de 1782, Carlos III  nombró a Caballero y Góngora Virrey de Nueva Granada. Además de Virrey, fue Capitán General y Presidente de la Real Audiencia. Fueron las misiones su gran preocupación para lo que dispuso de capuchinos, franciscanos y dominicos, quienes llevaron a cabo una labor evangelización y de extensión del poder real a ciertas regiones de frontera. Caballero y Góngora, conocido como el "Arzobispo Ilustrado", se interesó por el desarrollo de las ciencias en perspectiva ilustrada, apoyando el proyecto de creación de una universidad de estudios generales, que finalmente nunca se puso en marcha, dada la oposición que hicieron los dominicos -la creación de esta universidad significaba la desaparición de la Universidad Santo Tomás que ellos regentaban- y sobre todo, el desinterés de la Corona en aportar dineros para ello.
El 27 de marzo de 1783 Patrocinó la Real Expedición Botánica del Nuevo Reino de Granada que dirigió el científico José Celestino Mutis.
En 1785 tuvo que poner en ejecución el arresto del exreligioso jesuita Juan José Godoy ante la posibilidad que estuviese reuniendo recursos y apoyo en Estados Unidos para iniciar una revolución en los dominios españoles, razón por la cual envió agentes a Filadelfia para hacerle creer que se planificaba una revuelta en Cartagena. El ex sacerdote cayó en la trampa, en 1787 es aprehendido en la Jamaica británica y deportado a Cádiz, donde muere.
Solicitó al rey volver a España y el 15 de septiembre de 1788. El papa Pío VI despachó las bulas de su nombramiento de arzobispo-obispo de Córdoba, sede vacante por fallecimiento del titular Baltasar Yusta Navarro.
Emprendió su regreso a España, llegando a La Coruña en junio de 1789. Llegó a Madrid donde fue recibido por la Corte de Carlos IV marchando a continuación a Toledo a visitar al Metropolitano y entró en Córdoba en la tarde del 19 de diciembre de 1789.
Durante su pontificado cordobés realizó visita pastoral a toda la provincia empezando por Priego y Lucena. Se interesó por los problemas religiosos de cada pueblo. También realizó obras en la Mezquita-Catedral, donde colocó los dos púlpitos barrocos, que permanecen en el crucero. El 12 de febrero redactó una carta pastoral al clero y pueblo, con exhortaciones para prevenirles contra el espíritu de veneno de la Revolución francesa, que hacía solapada propaganda.
En 1796, con ocasión de una visita de los reyes a Córdoba en la que Carlos IV y María Luisa fueron atendidos por el obispo, estos ordenaron a su Ministro Godoy, se dirigiera al Papa solicitando para el venerable anciano un capelo cardenalicio, pero tres días después, el 24 de marzo de 1796, Jueves Santo, falleció. Su sepultura, se encuentra en el trascoro de la catedral de Córdoba.